# Calexico (groupe)
Pour les articles homonymes, voir Calexico.
Calexico est un groupe de rock indépendant américain, originaire de Tucson, en Arizona. Il oscille entre mariachis et musique planante originaire de l'Arizona, ainsi que l'alternative country. Joey Burns et John Convertino sont les deux membres fondateurs du groupe ; ils jouent ensemble pour la première fois à Los Angeles dans le groupe Giant Sand. Le nom du groupe vient de la ville de Calexico, une ville située en Californie du Sud bordant la frontière mexicaine.

## Biographie

### 1995–1999
Calexico a ses origines implantées en 1990 lorsque Burns, qui étudiait la musique à l'Université de Californie d'Irvine, fait la rencontre de Convertino, qui jouait de la batterie avec Howe Gelb à Giant Sand. Burns les rejoint pendant leur tournée européenne. Giant Sand se délocalise à Tucson, en Arizona, en 1994. John et Joey forment The Friends of Dean Martin (plus tard rebaptisé Friends of Dean Martinez) qui signe chez Sub Pop. Cependant, le duo se sépare.
Calexico enregistre l'album Spoke en 1995 au label indépendant Hausmusik, en 2 000 exemplaires. À ce stade, le groupe se nomme toujours Spoke et l'album est techniquement auto-intitulé. Après sa signature au label Quarterstick Records (une branche de Touch and Go Records) et avoir changé de nom pour Calexico, le groupe réédite Spoke en 1997. Burns et Convertino collaborent aussi avec Gelb et Lisa Germano sur l'album Slush, publié sous le nom de OP8 la même année. Leur deuxième album, The Black Light, est publié en 1998. Il s'agit d'un album-concept qui parle du désert de l'Arizona et du Nord du Mexique. Le groupe se popularise en jouant sur scène avec des groupes comme Pavement, Dirty Three et Lambchop. Calexico joue régulièrement dans des festivals comme le Bonnaroo Music Festival, le Hurricane Festival et le All Tomorrow's Parties.

### 2000–2014

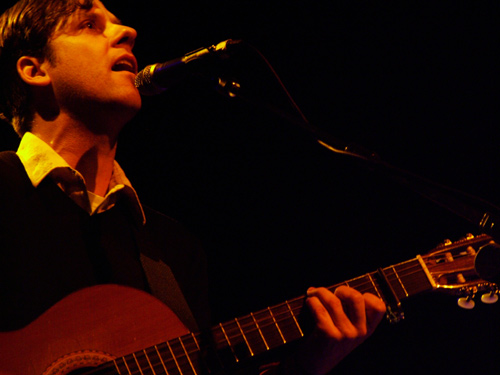
Joey Burns.

Calexico publie son troisième album, Hot Rail, en mai 2000. Le duo participe à l'album de Giant Sand, Chore of Enchantment. À la fin de l'année, Burns et Convertino se joignent aux français Naïm Amor et Thomas Belhôm pour enregistrer Tête à tête (Wabana Records, 2001), publié sous le nom de ABBC (Amor/Belhom/Burns/Convertino). Calexico publie deux collections de raretés en 2001. Even My Sure Things Fall Through reprend des chansons leurs précédents albums, des faces-B, et des remixes. L'album Aerocalexico est uniquement publié à leurs concerts en 2001. L'album live Scraping est publié en 2002. Le suivant, Feast of Wire, est publié en 2003 et atteint les classements du Billboard Heatseekers et des Independent Albums. Il comprend le single clippé Quattro (World Drifts In). Ils publient un DVD live en 2004, World Drifts In: Live at the Barbican.
En 2005, Calexico se joint au groupe folk Iron & Wine. Howard Greynolds d'Overcoat Records est celui qui amène les deux groupes à jouer ensemble. L'EP In the Reins est publié en septembre 2005, et reçoit une mention honorable de la part de MSNBC.
Publié en 2006, Garden Ruin est le cinquième album de Calexico, produit par JD Foster. En 2007, Calexico est invité par Arcade Fire à enregistrer une reprise de Ocean of Noise. Plusieurs chansons de Calexico, en général les morceaux instrumentaux de courte durée, sont utilisées par l'émission This American Life sur Public Radio International. Leur sixième album studio, Carried to Dust, se fait avec Sam Beam d'Iron & Wine, Douglas McCombs de Tortoise et Pieta Brown. Il est publié aux États-Unis par Touch and Go Records le 9 septembre 2008. L'album est bien accueilli localement notamment par l'Arizona Daily Star. Le 16 octobre 2008, une vidéo acoustique live de trois chansons est mise en ligne sur LiveDaily Sessions.
En 2009, la chanson Banderilla est incluse dans un épisode de Breaking Bad.
En 2010, un nouvel album de Calexico, la bande-son de Circo, est publié. En mai 2011, leur chanson Slowness est dédiée par Gabrielle Giffords à son époux et astronaute Mark Kelly.
Algiers est publié le 11 septembre 2012 chez ANTI Records, et CITY SLANG (Europe).

### Depuis 2015

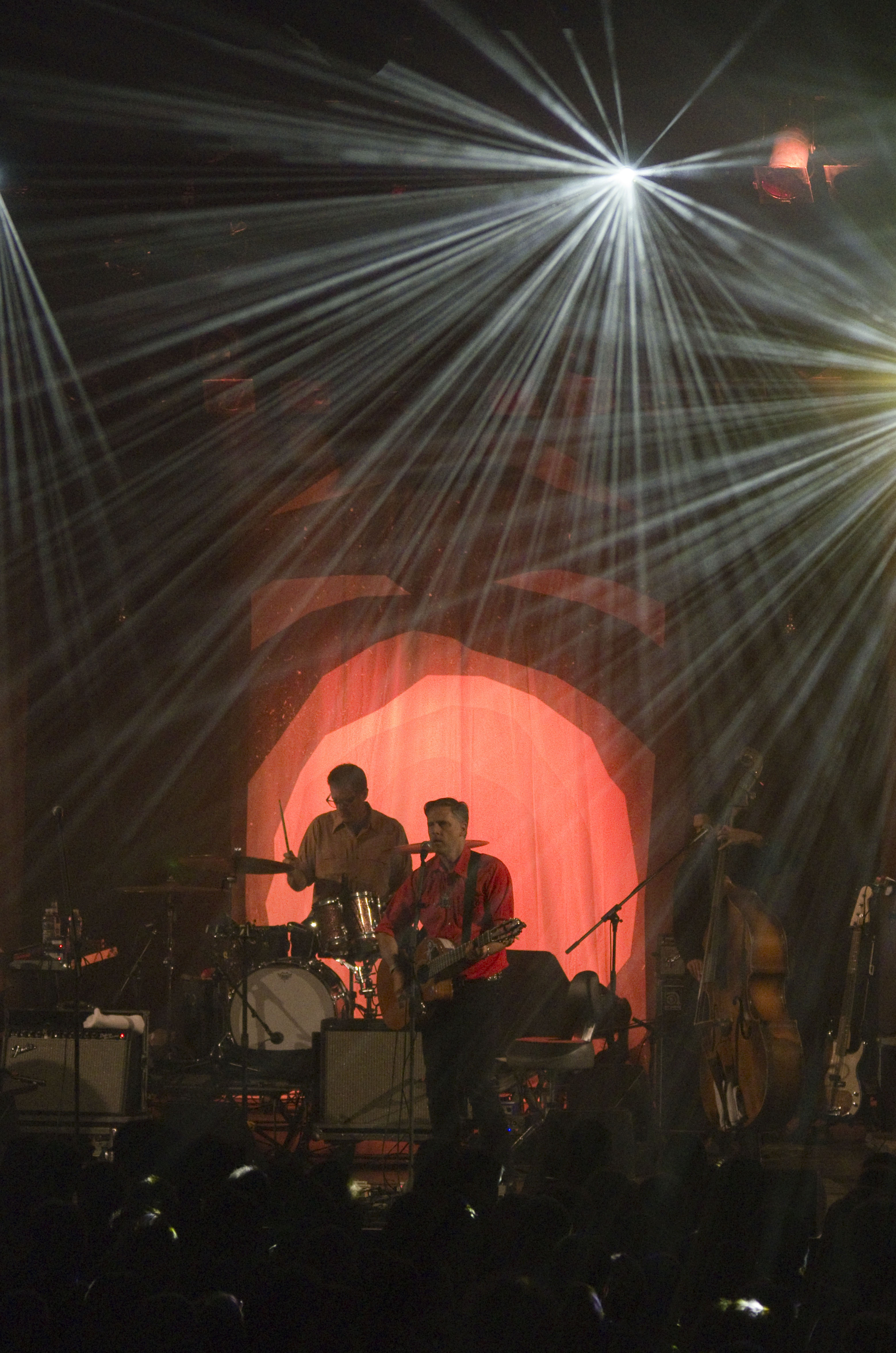
Calexico au Zelt-Musik-Festival en 2016.

En avril 2015, le groupe publie l'album Edge of the Sun, qui fait participer Neko Case, Sam Beam (Iron & Wine), Ben Bridwell (Band of Horses), Gaby Moreno, Carla Morrison, et les membres du groupe instrumental grec Takim. En 2016, ils jouent au Edmonton Folk Music Festival

## Style musical
Ils jouent une musique apaisante et « planante », et ils n'hésitent pas à y intégrer des éléments de culture étrangère (paroles en français, musiques latines, orchestres mexicains et musiciens canadiens). Un savant dosage de rock, de blues, de jazz, de country et de mariachi rend leur musique indéfinissable dans le monde du rock. La première écoute de leurs albums témoigne directement d'une volonté de créer une musique harmonieuse et agréable à l'oreille.
Leur album Edge of the Sun (2015), toujours éclectique mais avec des sonorités plus latines, mêle titres en anglais et en espagnol, titres aux sonorités arabo-andalouses et répertoire alt-country. L'album Edge of the Sun est composé de 18 titres dans sa version deluxe, sur lequel on pourra trouver le titre Calavera avec percussions et cœurs dans un style des années 1970, et le titre Esperanza, une ballade nostalgique en espagnol accompagnée à la trompette.

## Membres
- Joey Burns - chant, guitare
- Volker Zander - guitare basse
- Jacob Valenzuela - claviers, trompette, vibraphone
- John Convertino - batterie, percussions
- Paul Niehaus - steel guitar
- Sergio Mendoza - guitare, claviers
- Martin Wenk - accordéon, guitare, synthétiseur, trompette, vibraphone

## Discographie

### Albums studio
- 1997 : Spoke (Quaterstick Records)
- 1998 : The Black Light(City Slang)
- 1999 : Road Map (Our Soil, Our Strength)
- 2000 : Travelall (Our Soil, Our Strength)
- 2000 : Hot Rail (City Slang)
- 2001 : Aerocalexico (Our Soil, Our Strength)
- 2002 : Scraping (Our Soil, Our Strength])
- 2003 : Feast of Wire (City Slang)
- 2004 : Garden ruin (City Slang)
- 2007 : Tool box
- 2008 : Carried to Dust
- 2012 : Algiers
- 2015 : Edge of the Sun
- 2018 : The Thread That Keeps Us (en)[10]
- 2019 : Years to Burn (avec Iron & Wine)
- 2020 : Seasonal Shift
- 2022 : El Mirador

### EP
- 2004 : Convict Pool
- 2005 : In the Reins (avec Iron & Wine)

### Compilations
- 2011 : Selections from Road Atlas 1998-2011

## Vidéographie
- 2004 : World Drifts In: Live at the Barbican

### Participations
- En 1999, le groupe participe à l'album de Jean-Louis Murat Mustango. Ce dernier leur dédie une chanson (Viva Calexico) sur cet album.
- En 2004, l'album de la chanteuse française Alexandra Roos intitulé Fanfares est produit par Craig Schumacher, ingénieur-son de Calexico.
- En 2005, Joey Burns chante en duo avec Françoiz Breut la chanson Over all, sur l'album Une saison volée de Françoiz Breut.
- En 2006, Joey Burns compose et enregistre l'album Dedicated To Your Walls. May They Keep Blooming de la chanteuse Marianne Dissard qui chante en duo sur le titre Ballad Of Cable Hogue du groupe.
- En 2006, duo avec Gotan Project sur l'album Lunático pour la chanson Amor Porteño.
- En 2007, le groupe participe à la bande-son du film I'm Not There pour lequel il interprète cinq reprises de Bob Dylan. Les membres apparaissent également dans le film pour y interpréter la chanson Going to Acapulco.
- En 2008, Joey Burns produit, compose et enregistre avec John Convertino l'album L'Entredeux de Marianne Dissard.
- En 2009, Joey Burns participe à l'album de The Fitzcarraldo Sessions en écrivant et en chantant le morceau As you sleep away.
- En 2010, Martin Wenk a accompagné Nada Surf en tournée en Europe.
- En 2014, Sergio Mendoza compose et enregistre l'album The Cat. Not Me de Marianne Dissard.